# Johnson County (Tennessee)
Johnson County ist ein County im Bundesstaat Tennessee der Vereinigten Staaten. Das U.S. Census Bureau hat bei der Volkszählung 2020 eine Einwohnerzahl von 17.948 ermittelt. Der Verwaltungssitz (County Seat) ist Mountain City.

## Geographie
Das County liegt im äußersten Nordosten von Tennessee, grenzt im Osten an North Carolina, im Norden an Virginia und hat eine Fläche von 784 Quadratkilometern, wovon 11 Quadratkilometer Wasserfläche sind. Es grenzt im Uhrzeigersinn an folgende Countys: Washington County (Virginia), Grayson County (Virginia), Ashe County (North Carolina), Watauga County (North Carolina), Avery County (North Carolina), Carter County und Sullivan County.

## Geschichte
Johnson County wurde am 2. Januar 1836 aus Teilen des Carter County gebildet. Benannt wurde es nach Thomas Johnson, einem frühen Siedler und Friedensrichter in dieser Gegend.

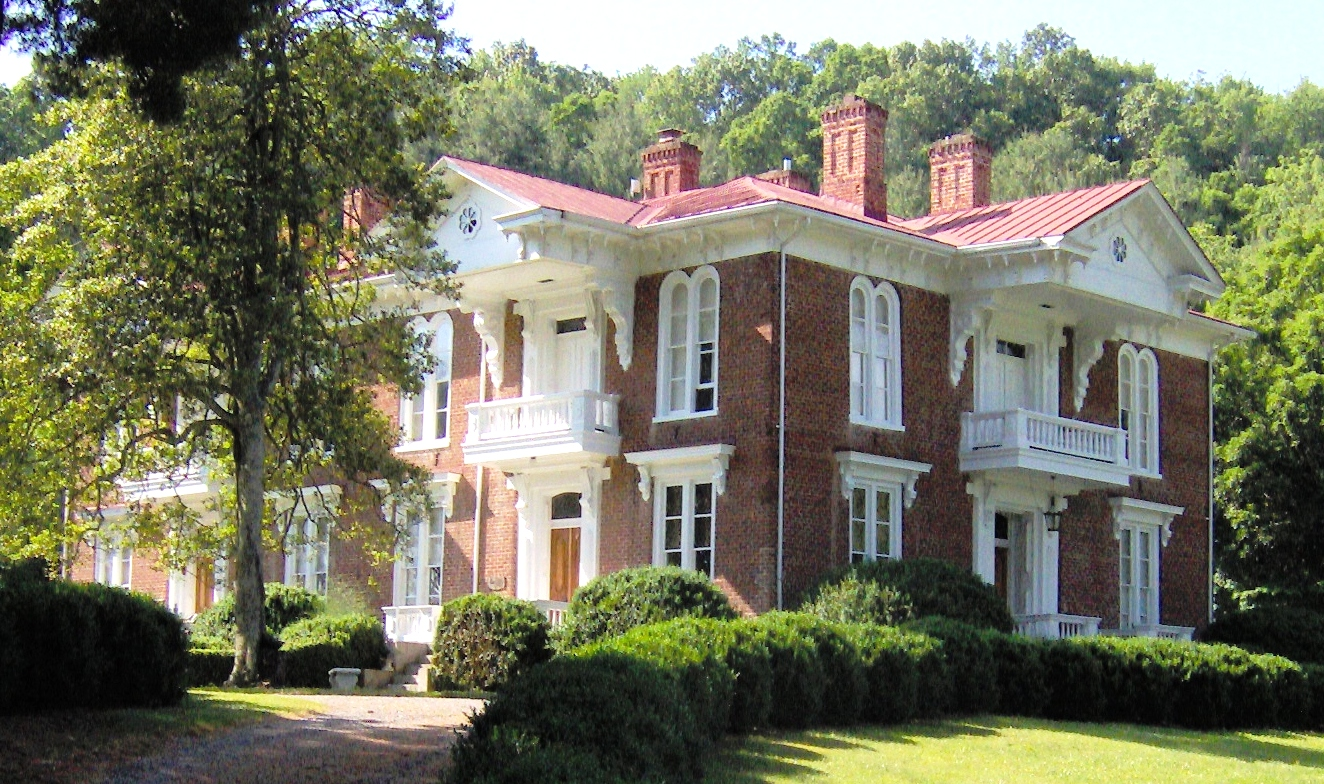
Das Butler House ist einer von sieben Einträgen des Countys im NRHP.

Sieben Bauwerke und Stätten des Countys sind im National Register of Historic Places (NRHP) eingetragen (Stand 18. August 2018).

## Demografische Daten

Alterspyramide Johnson County

Nach der Volkszählung im Jahr 2000 lebten im Johnson County 17.499 Menschen in 6.827 Haushalten und 4.751 Familien. Die Bevölkerungsdichte betrug 23 Einwohner pro Quadratkilometer. Ethnisch betrachtet setzte sich die Bevölkerung zusammen aus 96,40 Prozent Weißen, 2,42 Prozent Afroamerikanern, 0,34 Prozent amerikanischen Ureinwohnern, 0,12 Prozent Asiaten, 0,02 Prozent Bewohnern aus dem pazifischen Inselraum und 0,23 Prozent aus anderen ethnischen Gruppen; 0,46 Prozent stammten von zwei oder mehr Ethnien ab. 0,86 Prozent der Bevölkerung waren spanischer oder lateinamerikanischer Abstammung.
Von den 6.827 Haushalten hatten 26,4 Prozent Kinder und Jugendliche unter 18 Jahre, die bei ihnen lebten. 55,4 Prozent waren verheiratete, zusammenlebende Paare, 10,0 Prozent waren allein erziehende Mütter und 30,4 Prozent waren keine Familien. 26,4 Prozent waren Singlehaushalte und in 11,5 Prozent lebten Personen im Alter von 65 Jahren oder darüber. Die Durchschnittshaushaltsgröße betrug 2,35 und die durchschnittliche Haushaltsgröße betrug 2,81 Personen.
19,7 Prozent der Bevölkerung waren unter 18 Jahre alt, 7,4 Prozent zwischen 18 und 24, 30,8 Prozent zwischen 25 und 44, 27,1 Prozent zwischen 45 und 64 und 15,0 Prozent waren älter als 65. Das Durchschnittsalter betrug 40 Jahre. Auf 100 weibliche Personen kamen statistisch 114,6 männliche Personen und auf 100 Frauen im Alter von 18 Jahren und darüber kamen 114,4 Männer.
Das jährliche Durchschnittseinkommen eines Haushalts betrug 23.067 US$, das Durchschnittseinkommen der Familien betrug 28.400 US$. Männer hatten ein Durchschnittseinkommen von 24.018 US$, Frauen 18.817 US$. Das Prokopfeinkommen betrug 13.388 US$. 18,7 Prozent der Familien und 22,6 Prozent der Einwohner lebten unterhalb der Armutsgrenze.